# Duolingo
Duolingo est un site web et une application mobile d'apprentissage par le jeu, notamment des langues étrangères, mais aussi des mathématiques, de la musique et des échecs.
Il est conçu de telle façon que les utilisateurs progressant dans leur apprentissage contribuent à la traduction de pages web.

## Historique
Le projet commence en novembre 2011 à l'université Carnegie-Mellon, à Pittsburgh aux États-Unis, avec le professeur Luis von Ahn (créateur de reCAPTCHA) et son étudiant doctorant Severin Hacker. Il a été ensuite développé avec la collaboration de Antonio Navas, Vicki Cheung, Marcel Uekermann, Brendan Meeder, Hector Villafuerte, et Jose Fuentes.
Duolingo est accessible pour la première fois le 30 novembre 2011 mais d'abord en version privée bêta, pour ensuite être offert au grand public le 19 juin 2012. Le 13 novembre 2012, l'application iOS compatible avec iPhone, iPod et iPad est officiellement lancée.
Le 29 mai 2013, c'est au tour de l'application Android,. Le 14 octobre 2013, ayant regroupé 10 millions d'utilisateurs, Duolingo annonce son partenariat avec les sites web BuzzFeed et CNN pour la traduction de leurs articles en ligne,,. Ce partenariat permet de financer les opérations de Duolingo et d'en maintenir la gratuité.
L’Incubateur, lancé en octobre 2013, permet à des utilisateurs bilingues de contribuer et de créer des cours pour d'autres langues étrangères. Il y a, en août 2018, quinze cours en préparation.
En juillet 2021, Duolingo annonce son introduction partielle en bourse valorisant l'entreprise à 6,5 milliards de dollars.
En août 2023, le site compte 70 millions d'utilisateurs, dont 13 millions ont rejoint le site en février 2023. Une majorité d'utilisateurs sont des jeunes : la moitié des utilisateurs sont âgés de 18 à 34 ans. Depuis 2023, Duolingo axe son développement sur les outils à base d'intelligence artificielle pour introduire de nouvelles fonctionnalités. Ce changement a entraîné le licenciement de 10 % de ses salariés, tandis que 20 personnes se chargent du développement des compétences en IA.
Dans le cadre de la loi fédérale russe no 135-ФЗ, une enquête est ouverte en février 2024 par le Roskomnadzor pour promotion de la cause LGBT. En juin 2024, les médias russes annoncent que la firme a retiré du contenu à la suite de l'enquête.
Duolingo atteint les 100 millions d'utilisateurs actifs mensuels en août 2024, et compte alors 8 millions d'abonnés payants. Elle représente alors 90 % des parts de marché des applications d'apprentissage de langues et voit son action progresser de 50 % en bourse.
En avril 2025, le PDG de Duolingo annonce que l'entreprise va réorganiser son modèle autour de l'usage des intelligences artificielles pour remplacer au fur et à mesure ses freelances par l'intelligence artificielle.

## Méthode d'enseignement
Duolingo utilise la ludification : l'utilisateur gagne des points, appelés des XP, au fur et à mesure qu'il fait des exercices et acquiert des compétences. Chaque compétence est acquise au travers d'une série de leçons. L’utilisateur peut aussi choisir l’objectif qu’il souhaite atteindre. Cette méthode permet de rendre l'apprentisage ludique tout en fidélisant les utilisateurs.
Chaque leçon correspond à une série de quinze à vingt questions. Il s'agit de traduire des phrases, d'identifier des images, de répondre à des questions à choix multiples, de taper des phrases dictées dans la langue cible ou de répéter ou de traduire des phrases à l'oral. Pour chaque série de questions, l'utilisateur a 5 « vies » (les vies fonctionnant comme dans un jeu classique) qui baissent s'il donne une mauvaise réponse, alors que la série progresse lors de réponses correctes. Il peut gagner 10 à 15 points d'expérience par leçon, voire même parfois 20 points, avec certaines gratifications.
Les utilisateurs ont aussi la possibilité de traduire des documents issus d'Internet, dans la section « Immersion » (accessible seulement à la moitié des utilisateurs après un test A/B). Chaque phrase traduite rapporte une quantité de points d'expérience variant selon la longueur de la phrase traduite. Les autres utilisateurs peuvent évaluer les traductions et les modifier.
L'avancement dans les leçons apparaît sur un arbre de compétences. Si une compétence n'est pas retravaillée régulièrement, elle s'affaiblit et cela est représenté par une barre d'énergie. L'utilisateur visualise ainsi les points de langues qui doivent être révisés pour ne pas être oubliés.
Duolingo utilise la répétition espacée pour aider ses utilisateurs à mémoriser le vocabulaire plus durablement. Il calcule quel est le meilleur moment pour réviser afin que les apprentissages soient mémorisés au mieux.
La totalité d'un cours de langue comporte environ 2 000 mots de vocabulaire.[réf. souhaitée]
Le langage de programmation utilisé pour créer Duolingo est Python[réf. souhaitée].
En décembre 2012, une équipe de chercheurs de la City University à New York et de l'université de Caroline du Sud évalue l'efficacité de cette approche dans une étude indépendante, mais financée par Duolingo. Ils trouvent que, pour l'apprentissage de l'espagnol, un débutant anglophone mettra en moyenne 34 heures pour couvrir le contenu d'un semestre de cours (environ 135 heures en classe). En juin 2023 est publiée une étude de deux linguistes de l'université de Lorraine qui, tout en reconnaissant l'efficacité de l'application pour les niveaux les moins avancés, émet quelques réserves quant à l'acquisition des niveaux intermédiaires et avancés.

### Philosophie de rétention
La philosophie de rétention est décompensée en deux parties selon le cofondateur de l’application : apprendre devrait être amusant et la motivation doit être intense. À travers Duolingo, Hacker veux que les utilisateurs aient l’option d’augmenter leur « quota de concentration » consistant à ajuster leur temps d’apprentissage et la difficulté des leçons. Une autre idée issue de la philosophie de Hacker était de ludifier Duolingo. Cela permettrait d’intégrer des principes de jeux ludiques au lieu d'outils d'apprentissage des classes. L'aspect jeu prend parfois le dessus sur l'aspect apprentissage notamment chez les enfants pouvant créer de l'anxiété et de l'addiction.

### Motivation quotidienne

Série de 800 jours consécutifs réalisée par un utilisateur. Bouton « share milestone » pour partager avec la communauté.

L'application Duolingo intègre aussi des mécanismes de motivation quotidienne, notamment par le biais d’un système de série. Cette fonctionnalité encourage les utilisateurs à pratiquer chaque jour en maintenant une série de jours consécutifs durant lesquels au moins une leçon est complétée. 
Par exemple, certains utilisateurs cumulent plusieurs centaines de jours de pratique sans interruption. Afin de renforcer cet engagement, l'application envoie des notifications de rappel, propose des récompenses virtuelles et permet de partager ces jalons sur les réseaux sociaux. 
Ce système agit comme un défi personnel, favorisant un sentiment de constance, de maîtrise de soi et de fierté chez les utilisateurs, tout en contribuant à leur sentiment d’efficacité personnelle dans l’apprentissage des langues.

## Analyse de données
L'approche de Duolingo est centrée sur l'analyse des données recueillies lorsque les utilisateurs font leurs exercices,. Le système prend en compte les bonnes et les mauvaises réponses de l'utilisateur ainsi que le temps qu'il met à taper ses réponses, s'il a recours aux éléments d'aide. Le système adapte alors les questions suivantes aux besoins.
À une grande échelle, l'analyse de ces données permet à l'équipe de Duolingo de mesurer ce qui fonctionne le mieux pour l'apprentissage des langues,. Par exemple, pour savoir à quel moment de l'apprentissage les pluriels devraient être enseignés, Duolingo donne à un groupe de 50 000 personnes des exercices sur les pluriels un peu plus tôt qu'aux autres utilisateurs. Ils mesurent alors si ce groupe apprend plus vite et combien de temps ils continuent d'utiliser Duolingo. Si les résultats sont positifs, les pluriels sont introduits plus tôt pour l'ensemble des utilisateurs.

## Financements et modèle économique
Le projet est d'abord financé grâce à la bourse MacArthur reçue par le créateur de Duolingo, Luis von Ahn et par une bourse de la National Science Foundation. Des investisseurs soutiennent ensuite le projet, comme Union Square Ventures (en), Ashton Kutcher avec A-Grade Investments (en) et Timothy Ferriss. À la suite de ces levées de fonds, Duolingo recueille 18,5 millions de dollars. Selon son créateur, Luis von Ahn, son fonctionnement nécessite 500 000 dollars par mois.
Mais pour être indépendant financièrement, Duolingo propose aux utilisateurs de mettre en pratique les concepts qu'ils ont appris en traduisant des documents et des articles. Ces traductions sont réclamées et payées par des entreprises partenaires. Ce système permet à Duolingo d'offrir des cours de langues gratuits sur leur site et leur application.
Le modèle économique repose sur la collaboration de la traduction. Un grand nombre d'utilisateurs-apprenants traduisent les mêmes phrases, des algorithmes comparent les résultats et décident d'une traduction définitive. Selon l'équipe Duolingo, les traductions obtenues sont d'une qualité équivalente à celles de traducteurs professionnels. En octobre 2013, Duolingo annonce son partenariat avec les sites internet BuzzFeed et CNN, pour la traduction de leurs articles en ligne. Les locuteurs portugais, espagnols et français qui apprennent l'anglais peuvent participer à la traduction des articles publiés sur les sites respectifs de ces groupes médias. A partir de mai 2025, le PDG Luis von Ahn annonce vouloir utiliser désormais des modèles d'IA pour générer du contenu sur l'application,.
L’application est également financée par des publicités présentes à intervalle régulier, et par la possibilité pour les utilisateurs de payer pour supprimer ces publicités et/ou débloquer certaines fonctionnalités complémentaires, sur un modèle freemium.

## Enseignements

### Langues étrangères
Le tableau ci-dessous présente les langues que l'on peut apprendre avec Duolingo ainsi que les langues de l'interface (par exemple l'affichage en hongrois pour apprendre l'anglais ou l'allemand).
Les langues marquées par un astérisque (*) ont un mode d'activation particulier : elles nécessitent de passer par la version navigateur de Duolingo pour être sélectionnées. Une fois sélectionnées, elles sont disponibles sur tous les supports.
| Langue de départ   | Langues disponibles en mai 2025 |
| ------------------ | --- |
| Anglais            | allemand, arabe, coréen, chinois (mandarin), créole haïtien, danois, espagnol, espéranto, finnois, français, gaélique écossais, gallois, grec, hawaïen, haut valyrien (Game of Thrones), hébreu, hindi, hongrois, indonésien, irlandais, italien, japonais, Klingon (bêta, Star Trek), latin, navajo, néerlandais (Pays-Bas), norvégien (bokmål), polonais, portugais (Brésil), roumain, russe, suédois, swahili, tchèque, turc, ukrainien, vietnamien, yiddish, zoulou |
| Espagnol           | anglais, français, allemand, italien, *espéranto, catalan, *guarani, portugais (Brésil), russe, suédois, coréen, japonais, chinois (mandarin) |
| Chinois (mandarin) | anglais, français, espagnol, italien, chinois (cantonais), coréen, japonais, portugais (Brésil), allemand |
| Français           | anglais (États-Unis), espagnol (latino), allemand, italien, *espéranto (bêta), portugais (Brésil), chinois (mandarin), coréen, japonais |
| Portugais          | anglais, français, espagnol, allemand, italien, coréen, japonais, chinois (mandarin) *espéranto |
| Allemand           | anglais, français, espagnol, italien, portugais (Brésil), coréen, japonais, chinois (mandarin) |
| Arabe              | anglais, français, allemand, suédois, japonais, espagnol (latino), italien, chinois (mandarin), coréen, portugais (Brésil) |
| Italien            | anglais, coréen, chinois (mandarin), portugais (Brésil), japonais, allemand, espagnol (latino), français |
| Japonais           | anglais, italien, coréen, chinois (mandarin), portugais (Brésil), allemand, espagnol (latino), français |
| Russe              | anglais, français, espagnol, allemand ,italien, coréen, chinois (mandarin), portugais (Brésil), japonais |
| Néerlandais        | anglais, français, allemand, japonais, espagnol (latino), chinois (mandarin), coréen, portugais (Brésil), italien |
| Turc               | anglais, allemand, russe, italien, coréen, chinois (mandarin), portugais (Brésil), japonais, espagnol (latino), français |
| Hongrois           | anglais, italien, coréen, chinois (mandarin), portugais (Brésil), japonais, allemand, espagnol (latino), français |
| Vietnamien         | anglais, italien, coréen, chinois (mandarin), portugais (Brésil), japonais, allemand, espagnol (latino), français |
| Bengali            | anglais, japonais, allemand, français, espagnol (latino), coréen, italien, portugais (Brésil), chinois (mandarin) |
| Coréen             | anglais, italien, chinois (mandarin), portugais (Brésil), japonais, allemand, espagnol (latino), français |
| Grec               | anglais, italien, coréen, chinois (mandarin), portugais (Brésil), japonais, allemand, espagnol (latino), français |
| Hindi              | anglais, italien, coréen, chinois (mandarin), portugais (Brésil), japonais, allemand, espagnol (latino), français |
| Indonésien         | anglais, italien, coréen, chinois (mandarin), portugais (Brésil), japonais, allemand, espagnol (latino), français |
| Polonais           | anglais, italien, coréen, chinois (mandarin), portugais (Brésil), japonais, allemand, espagnol (latino), français |
| Roumain            | anglais, italien, coréen, chinois (mandarin), portugais (Brésil), japonais, allemand, espagnol (latino), français |
| Tagalog            | anglais, italien, coréen, chinois (mandarin), portugais (Brésil), japonais, allemand, espagnol (latino), français |
| Tchèque            | anglais, japonais, espagnol (latino), chinois (mandarin), coréen, allemand, portugais (Brésil), italien, français |
| Télougou           | anglais, italien, coréen, chinois (mandarin), portugais (Brésil), japonais, allemand, espagnol (latino), français |
| Thaï               | anglais, italien, coréen, chinois (mandarin), portugais (Brésil), japonais, allemand, espagnol (latino), français |
| Suèdois            | anglais, italien, coréen, chinois (mandarin), portugais (Brésil), japonais, allemand, espagnol (latino), français |
| tamoul             | anglais, italien, coréen, chinois (mandarin), portugais (Brésil), japonais, allemand, espagnol (latino), français |
| Ukrainien          | anglais, italien, coréen, chinois (mandarin), portugais (Brésil), japonais, allemand, espagnol (latino), français |

### Autres
Duolingo propose aussi des activités interactives de mathématiques, de musique, notamment en français et anglais et d'échecs (uniquement en anglais),.